# Tetracloroetene dealogenasi riduttiva
La tetracloroetene dealogenasi riduttiva è un enzima appartenente alla classe delle ossidoreduttasi, che catalizza la seguente reazione:
tricloroetene + cloruro + accettore ⇄ tetracloroetene + accettore ridotto
Questo enzima consente al comune inquinante tetracloroetene di supportare la crescita dei batteri ed è responsabile della deposizione di un certo numero di idrocarburi clorinati da parte di questo organismo. La reazione avviene nella direzione opposta da quella indicata. 
L'enzima riduce anche il tricloroetene a dicloroetene. Sebbene il riducente fisiologico sia sconosciuto, la provvista di riducente in alcuni organismi avviene attraverso il menachinone ridotto, formato dall'idrogeno molecolare, attraverso la idrogeno:chinone ossidoreduttasi (numero EC 1.12.5.1). L'enzima contiene un corrinoide e due centri ferro-zolfo. Il metilviologeno può agire come donatore di elettroni.